# Funkcja zeta
Funkcja zeta – funkcja podobna do oryginalnego przykładu: funkcji zeta Riemanna {\displaystyle \zeta (s)=\sum _{n=1}^{\infty }{\frac {1}{n^{s}}}.}
Do funkcji zeta zalicza się:
- funkcja zeta Artina-Mazura systemu dynamicznego,
- funkcję zeta Dedekinda ciała liczbowego,
- funkcję zeta Epsteina formy kwadratowej,
- funkcję zeta Gossa ciała funkcyjnego,
- funkcję zeta Hassego-Weila rozmaitości,
- funkcję zeta Hurwitza, uogólnienie funkcji zeta Riemanna,
- funkcję zeta Ihary wykresu,
- funkcję zeta Igusy,
- funkcję zeta Lefschetza morfizmu,
- funkcję zeta Lercha, uogólnienie funkcji zeta Riemanna,
- funkcję zeta Minakshisundarama-Pleijela laplasjanu,
- funkcja zeta motywu,
- funkcja zeta liczb pierwszych, podobna do funkcji zeta Riemanna, z tym że suma przebiega liczby pierwsze,
- funkcja zeta Riemanna, archetypowy przykład,
- funkcję zeta Selberg płaszczyzny Riemanna,
- lokalną funkcję zeta rozmaitości charakterystyki {\displaystyle p,}
- funkcję L Dirichleta, funkcję zeta Riemanna dla ciągów arytmetycznych,
- funkcję L, klasę funkcji jeszcze szerszą niż jedynie funkcja L Dirichleta,
- funkcja zeta Weierstrassa, związana z funkcjami eliptycznymi, nie ma prawie związku z powyższymi przykładami.